# Divinia diatricha
Divinia diatricha är en svampart som beskrevs av Cif. 1955. Divinia diatricha ingår i släktet Divinia, divisionen sporsäcksvampar och riket svampar.   Inga underarter finns listade i Catalogue of Life.